# كريغ روجرز
كريغ ج. روجرز (بالإنجليزية: Craig G. Rogers)‏ (وُلد في 26 مايو 1971)، هو طبيب أمراض المسالك البولية أمريكي ومدير جراحة الكلى في معهد فاتيكوتي للمسالك البولية في مستشفى هنري فورد في ديترويت، ميشيغان، ومدير قسم أورام المسالك البولية في مستشفى بلومفيلد الغربية في ميشيغان. ومن المعروف أن روجرز رائد في عمليات الجراحة الروبوتية الدقيقة باستخدام نظام دا فينشي الجراحي بما في ذلك الجراحة الروبوتية ذات الشق الواحد. يعتبر كريغ أول جراح يستخدم الموجات فوق الصوتية في جراحة الكلى الروبوتية. يبتكر كريغ العديد من الابتكارات الجراحية الكلوية الروبوتية الأخرى مثل استخدام الخياطة الشائكة لإغلاق جروح جراحات الكلى وتكنولوجيا سكين النانو. في 9 فبراير 2009، قام بأول عملية جراحية روبوتية حية. أُدرج روجرز «كواحد من أفضل الأطباء» في مجلة ديترويت ساعة، وظهر على المسلسل التلفزيوني «عقول الطب».

## حياته العلمية والتعليمية
تخرج روجرز كلية ستانفورد للطب. أكمل فترة تدريبه كطبيب مقيم في معهد برادي للمسالك البولية في مستشفى جونز هوبكنز. تدرب كريغ على يد باتريك والش، والذي أثر بشكل كبير على حياته المهنية. أكمل كريغ الزمالة في علم أورام المسالك البولية في المعهد الوطني للسرطان في بيثيسدا، ميريلاند. شغل كريغ في عام 2007 منصب مدير جراحة الكلى في معهد فاتيكوتي للمسالك البولية في مستشفى هنري فورد في ديترويت. يعمل كريغ الآن مع مدير المعهد، ماني مينون.

## الجوائز والإنجازات
- أُدرج روجرز «كواحد من أفضل الأطباء» في مجلة ديترويت ساعة 2010-2013[10]
- أول جراحة باستخدام سكين النانو في ميشيغان[7]
- أول استخدام الخياطة الشائكة لإغلاق جروح جراحات الكلى 2011[6]
- الفائز بجائزة وورد كونغريس للمسالك البولية 2008، 2009، 2010
- الفائز في مسابقة روبوتات المسالك البولية الأوروبية مسابقة الفيديو 2008، 2009، 2010، 2011[14]
- الفائز في مسابقة روبوتات المسالك البولية الأوروبية للملصقات 2010
- الفائز في مسابقة أوا نورثسنترال لاجتماع القسم السنوي لعام 2010
- إجراء أول استئصال للكلية بالروبوت ذات الشق الواحد في ولاية ميشيغان 8/08[3][4]
- إجراء أول استئصال للكلية بالروبوت ذات الشق الواحد والكي بالتبريد 2008 [15]
- إجراء أول عملية جراحية «توريتد» الروبوتية الكلية مع تغطية على شبكة سي إن إن 2009 [2][5]
- إجراء أول الروبوت بمساعدة جراحة الكلى مع الموجات فوق الصوتية التحقيق
- إجراء أول بث مباشر لاستئصال الكلية الجزئي الروبوتية في اجتماع أوا 5/08/09
- إجراء البث الشبكي المباشر الأول من استئصال الكلية الجزئي الروبوتية (أو مباشر) 12/6/07[16]

### النشاط التربوي
عمل روجرز مديرًا ومدربًا لدورات متعددة حول العمليات الجراحية الكلوية بالروبوتي، بما في ذلك ندوة المسالك البولية الروبوتية الدولية في لاس فيغاس، نيفادا، الندوة الروبوتية للمسالك البولية الروبوتية والسنوية المتقدمة للجراحة الكلوية بالروبوت في ديترويت.

## روابط خارجية
- Craig G. Rogers' website